# Јанко Мишић
Јанко Мишић (Самобор, 1900 — Самобор, 27. јул 1929), политички радник и један од седморице секретара СКОЈ-а.

## Биографија
Рођен је 1900. године у селу Сланом Долу, код Самобора. Потиче из многочлане земљорадничке породице, која је имла десеторо деце. Политички се истакао још као ученик Трговачке академије у Загребу.
Један је од оснивача Савеза комунистичке омладине Југославије, октобра 1919. године.
Године 1921, ухапшен је, као члан терористичке организације „Црвена правда“, због учествовања у атентату на министра унутрашњих послова Милорада Драшковића.
Од 1922. године био је члан Месног комитета СКОЈ-а за Загреб и члан Покрајинског комитета СКОЈ-а за Хрватску и Славонију. Заједно са Мијом Орешким и Францом Клопчичем покренуо је и уређивао централни орган СКОЈ-а лист „Млади бољшевик“. А са Златком Шнајдером је уређивао лист „Омладинску борбу“ и сарађивао у „Борби“.
У јуну 1924. године био је делегат СКОЈ-а на Четвртом конгресу Комунистичке омладинске интернационале у Москви. У пролеће и лето 1925. године обављао је дужност секретара Централног комитета СКОЈ-а. Од августа 1926. до септембра 1928. године био је у Москви на студијама на Свердловском универзитету.
Од јесени 1928. године био је организациони секретар ЦК СКОЈ-а. После увођења Шестојануарске диктатуре и хапшења Паје Маргановића, 1929. године, заједно са Мијом Орешким руководи радом СКОЈ-а, најпре из Загреба, а потом из Самобора.
Полиција је, 27. јула 1929. године, открила њихово склониште у Самобору и блокирала га. Јанко Мишић, је заједно са браћом Мијом и Славком Орешким, пружио отпор и у сукобу с полицијом погинуо.
Сахрањен је у Гробници народних хероја на Загребачком гробљу Мирогој.

## Фото галерија
- Бисте секретара СКОЈ-а у дворишту ОШ „Седам секретара СКОЈ-а“ у Новом Београду
- Биста Јанка Мишића
- Кућа у којој су Јанко Мишић и браћа Орешки погинули у окршају с полицијом у Самобору
- Спомен-плоча на кући